# ライブオーク郡 (テキサス州)
ライブオーク郡 (ライブオークぐん、Live Oak County) はアメリカ合衆国テキサス州に位置する郡である。2000年現在、ここの人口は12,309人である。ここの郡庁所在地はジョージウエストである。

## 地理
アメリカ合衆国統計局によると、この郡は総面積2,794 km2 (1,079 mi2) である。このうち2,684 km2 (1,036 mi2) が陸地で110 km2 (43 mi2) が水地域である。総面積の3.94%は水地域となっている。

### 隣接する郡
- カーンズ郡  (北東)
- ビー郡  (東)
- サンパトリシオ郡  (南東)
- ジムウェルズ郡  (南)
- デュバル郡  (南西)
- マクマレン郡  (西)
- アタスコサ郡  (北西)

## 人口動勢
2000年現在の国勢調査で、この郡は人口12,309人、4,230世帯、及び3,070家族が暮らしている。人口密度は5/km2 (12/mi2) である。2/km2 (6/mi2) の平均的な密度に6,196軒の住宅が建っている。この郡の人種的な構成は白人87.28%、アフリカン・アメリカン2.45%、先住民0.41%、アジア0.19%、太平洋諸島系0.02%、その他の人種7.72%、及び混血1.94%である。ここの人口の38.05%はヒスパニックまたはラテン系である。
この郡内の住民は22.30%が18歳未満の未成年、18歳以上24歳以下が9.50%、25歳以上44歳以下が27.10%、45歳以上64歳以下が25.10%、及び65歳以上が16.00%にわたっている。中央値年齢は39歳である。女性100人ごとに対して男性は122.20人である。18歳以上の女性100人ごとに対して男性は129.80人である。
この郡内の世帯ごとの平均的な収入は32,057米ドルであり、家族ごとの平均的な収入は38,235米ドルである。男性は30,061米ドルに対して女性は19,665米ドルの平均的な収入がある。この郡の一人当たりの収入 (per capita income) は15,886米ドルである。人口の16.50%及び家族の14.10%は貧困線以下である。全人口のうち18歳未満の22.20%及び65歳以上の11.70%は貧困線以下の生活を送っている。

## 都市、町及び場所
- ジョージウエスト
- Ray Point
- スリーリバーズ